# Cocoricò

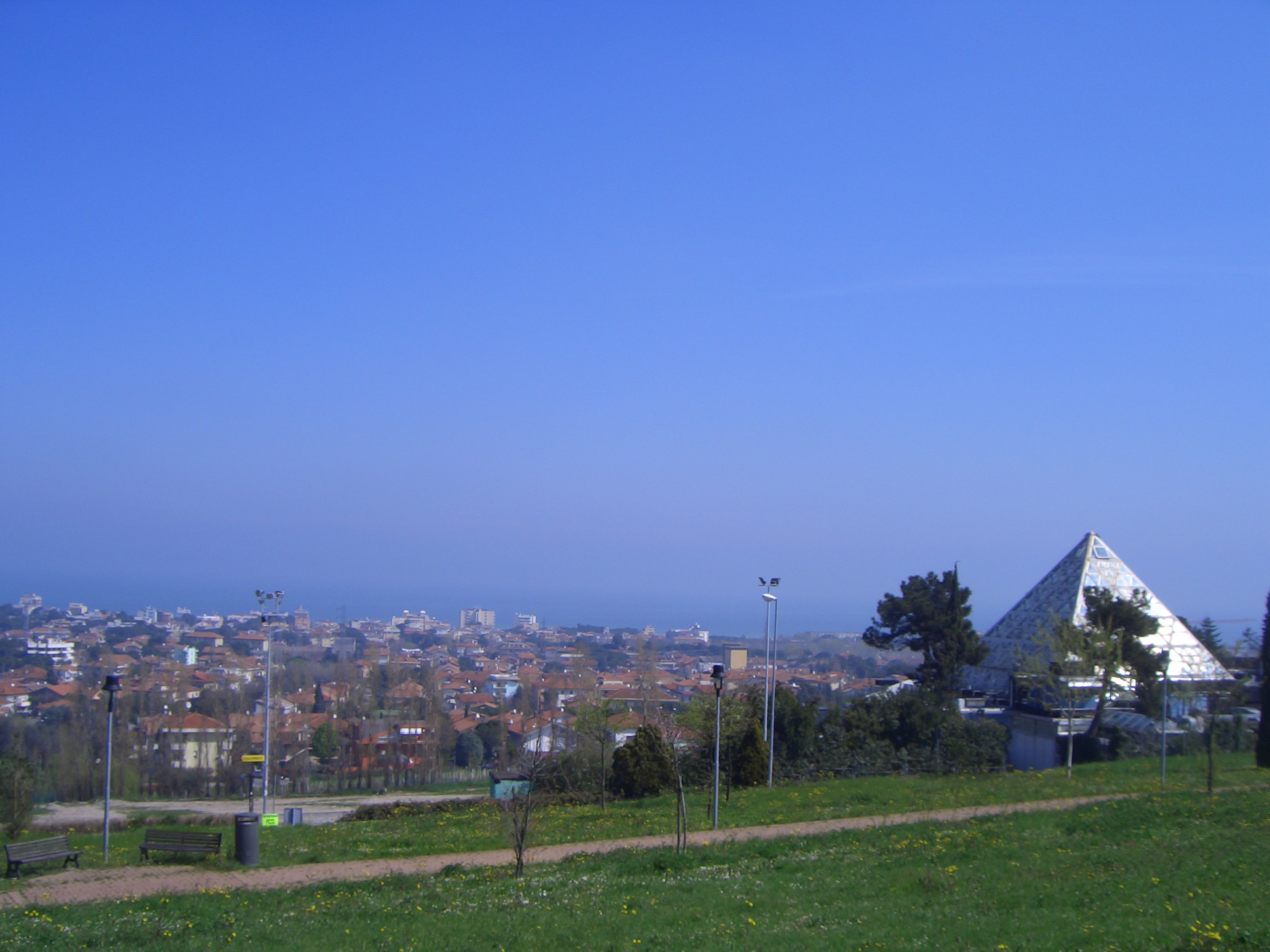
La Piramide del Cocoricò, sulle colline di Riccione

Il Cocoricò è una nota discoteca italiana, situata a Riccione. Locale simbolo della musica techno fin dagli anni novanta, si trova sulle colline della località romagnola. Nella classifica "Top 100 clubs" stilata da DJ Magazine nel 2015 si collocava al primo posto tra le discoteche italiane e al sedicesimo posto tra le discoteche di tutto il mondo ed è stata definita dalla stessa rivista "una monumentale Mecca della musica dance".

## Allestimento
Le sale della discoteca sono 4:
- Piramide: la sala principale, caratterizzata da un'imponente struttura in vetro a forma piramidale come tettoia (diventata il simbolo della discoteca che, oltre al soprannome di Cocco, è anche chiamata La Piramide);
- T-Room: seconda sala per importanza, specializzata nella musica Hard Techno (dopo la riapertura del 27 novembre 2021, Titilla diventa T-Room e la sua specializzazione dalla House passa alla Techno);
- Titilla: sala all'aperto, inaugurata nel periodo estivo del 2022, riprende il nome e il marchio dell'originale sala Titilla, oggi ribattezzata T-Room;
- Ciao Sex: sala caratterizzata dalla presenza di piccole blackroom dalle porte colorate.

## Storia

### Anni 90

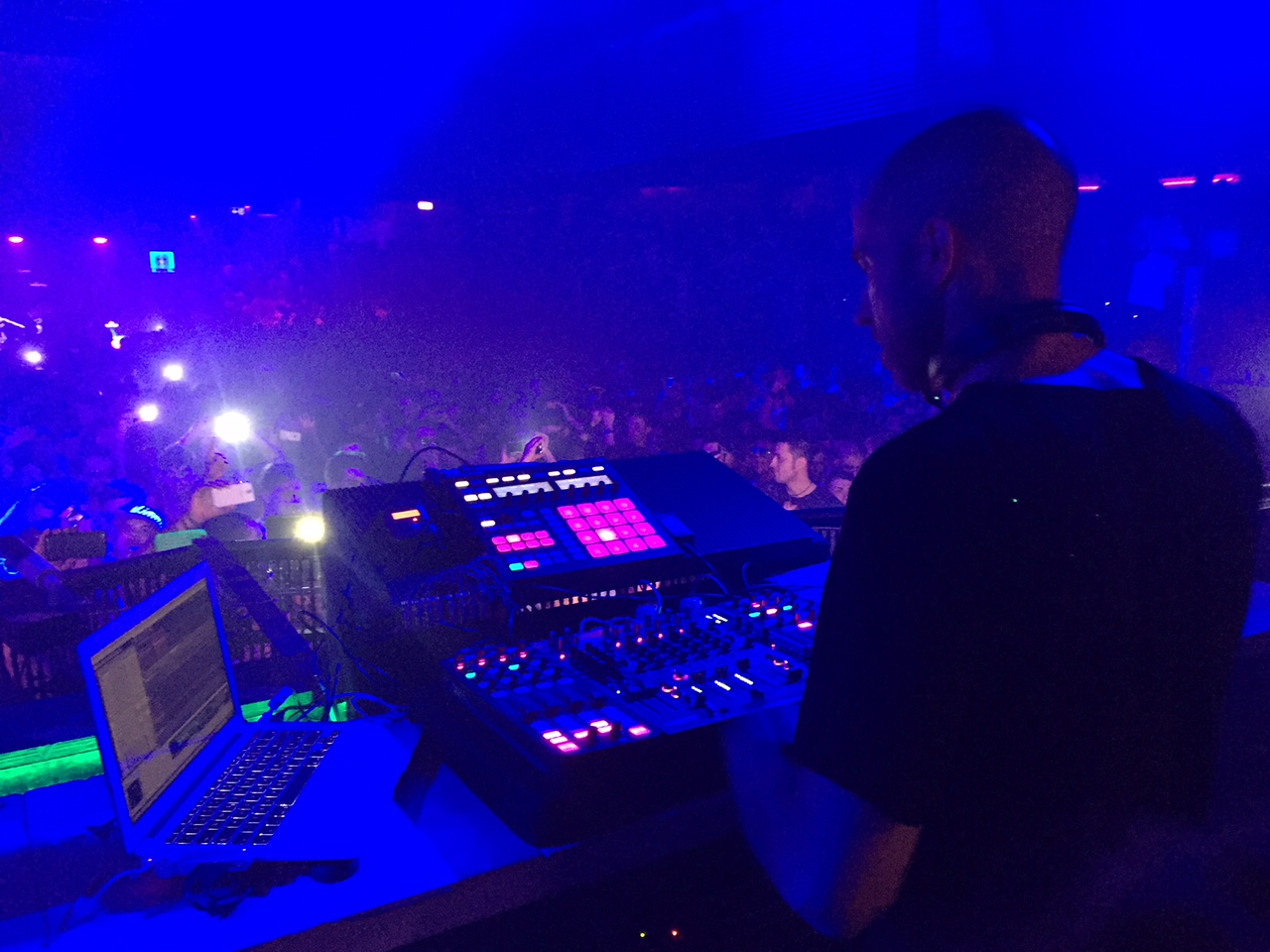
Chris Liebing al Cocoricò nel gennaio 2015

Aperto nel 1989, il nome è letteralmente il verso onomatopeico del gallo in francese (in italiano "chicchirichì"). Fino alla fine degli anni novanta una caratteristica del locale è stata quella di cambiare l'allestimento delle sale principali due volte l'anno, spesso anticipando mode e tendenze. Il direttore artistico, Loris Riccardi, è stato l'ideatore dei temi delle scenografie e creatore di gran parte del locale fino al 2006.
Negli anni novanta i dj simbolo del Cocoricò furono Cirillo, Ricci DJ (all'epoca fondatori anche del duo Datura), Saccoman, Rexanthony, Dj Panda, Moka DJ e molti altri.

### Anni 2000
Fino al 2003, il locale ha proposto prevalentemente musica techno o trance. In seguito, con il cambio dei dj, si è passati a un genere più vicino all'hard-trance e al minimal-techno fino all'anno successivo, che ha visto l'affermazione della musica house.
Negli anni successivi il Cocoricò iniziò ad ospitare dj di fama internazionale: Armin van Buuren, deadmau5, Skrillex, Avicii, Martin Garrix, Marshmello e tanti altri.

### Crisi e rilancio
Nell'agosto 2015 il locale viene chiuso per 120 giorni dopo la morte di un ragazzo originario di Città di Castello, il sedicenne Lamberto Lucaccioni, dovuta all'assunzione di sostanze stupefacenti. A seguito di questo fatto la discoteca, alla sua riapertura, ha deciso di porre severe misure di selezione, tra cui il divieto di accesso al locale nei confronti dei minorenni. Di conseguenza, il Cocoricò subì una grave crisi (pochi clienti con 1000/1200 biglietti in meno a notte e 200 000 euro di perdite), ma nel giro di qualche mese si riprese economicamente.
Nei seguenti anni di attività, vari contenziosi con il fisco e altre vicissitudini giudiziarie hanno portato la società di gestione a entrare in crisi finanziaria. Il 4 giugno 2019, il tribunale ordinario ha giudicato inammissibile la richiesta di concordato preventivo depositata dai vertici della società che gestiva la discoteca di proprietà di Fabrizio De Meis. Con la seconda sentenza dell'11 giugno, il tribunale fallimentare ha rigettato il concordato preventivo, sancendo così il fallimento della società e la chiusura della discoteca.
Il 27 novembre 2021 la discoteca è stata riaperta.

## Filmografia

### I docufilm

#### Trent'anni sotto la Piramide
Nel 2017 il regista Ambrogio Crespi, in occasione del trentesimo anniversario dell'apertura del locale, con cinque telecamere, microfoni e un drone, girò un documentario che, attraverso le testimonianze dirette dei frequentatori, ricostruisce la storia della discoteca: Trent'anni sotto la Piramide racconta mediante immagini di archivio la nascita del "tempio" della musica techno e della musica house in Italia.
Dopo un periodo di eccessi durante gli anni novanta, il Cocoricò di Riccione riprese ad attrarre folle di giovani, che, uniti dalla passione per la musica, trovano in questi luoghi un clima affine a quello della musica disco degli anni settanta.
Il documentario di Crespi, destinato alla presentazione durante festival successivi, è stato realizzato a cavallo di due mesi di riprese in cui il regista e la sua troupe sono stati impegnati all'interno e all'esterno della "Piramide", per condividere assieme ai giovani balli, linguaggi e storie di dj e personaggi, in una colonna sonora generale fatta di sonorità, luci e interviste.

#### Cocoricò Tapes
Nel 2023 è stato presentato alla Mostra Internazionale del Nuovo Cinema di Pesaro il documentario Cocoricò Tapes, diretto da Francesco Tavella, nel quale si rievoca la storia del locale negli anni '90 grazie a filmati di repertorio e al commento di Loris Riccardi, direttore artistico dal 1993 al 2006, puntando i riflettori sul ruolo che ebbe nel costume e nel panorama generale dell'intrattenimento nei locali notturni.